# 柯載
柯載（1617年—？），字子寬，號德輿，福建興化府莆田縣人，民籍，明朝政治人物。

## 生平
崇禎十二年（1639年）己卯科福建鄉試第九十二名舉人，十三年（1640年）中式庚辰科會試第一百二名，三甲第二百二十四名進士，吏部觀政。

## 家族
曾祖柯維魚；祖父柯櫱；父柯熇。子柯振葉。